# Jürgen Brauße
Jürgen Brauße (* 27. November 1954 in Leipzig; † 31. August 2016 in Machern) war ein deutscher Fußballtrainer.

## Werdegang
Brauße war als Trainer in Naunhof, beim SV Tresenwald, dem FSV 1921 Brandis, dem SSV Thallwitz-Nischwitz, dem SV Liebertwolkwitz, bei Lipsia Eutritzsch und dem SV Leipzig Nordwest tätig. Am 1. März 2010 übernahm Brauße die zweite Frauenmannschaft des 1. FC Lokomotive Leipzig und im Oktober 2011 die erste Mannschaft von Claudia von Lanken und wurde zudem am 1. Juli 2011 Sportlicher Leiter des Vereins. Mit der Mannschaft stieg er 2011 in die Frauen-Bundesliga auf. Da die Mannschaft dort keinen Erfolg hatte, trat Brauße am 18. April 2012 von allen Posten im Verein zurück. Die Mannschaft stieg am Ende der Saison wieder ab.
In der Saison 2016/17 betreute Brauße die 1. Herrenmannschaft des FSV Kitzscher in der Kreisliga A Muldental/Leipziger-Land Staffel West. Zudem saß er im Jugendausschuss des Sächsischen Fußball-Verbandes und war für die Talenteförderung zuständig.
Brauße starb am 31. August 2016 nach einem Verkehrsunfall auf der Bundesstraße 6 in Machern. Er war verheiratet und hatte zwei Töchter. Er wurde am 14. Oktober 2016 auf dem Friedhof Kleinzschocher beigesetzt.